# 2020年ミネアポリス反人種差別デモ
2020年ミネアポリス反人種差別デモ（2020ねんミネアポリスはんじんしゅさべつデモ、英: George Floyd protests in Minneapolis–Saint Paul）は、2020年5月にアメリカのミネソタ州ミネアポリスで発生した人種差別に抗議するデモ。ジョージ・フロイドの死に起因する。デモのさなかの暴動は全国・世界にまで影響し、一部の過激派が人種差別非難という本来の目的を逸脱した略奪や放火などの犯罪行為を行った。

## 概要
2020年5月25日、黒人のジョージ・フロイドが、首を白人警官に押さえつけられた後に死亡する事件が発生した。フロイドが「息ができない」と訴え、死亡するまでを収めた動画が拡散し、5月26日には現場近くで数百人が「息ができない」と書いた紙を掲げるなどして警察の暴力に抗議した。逮捕に関わった警官4人は解雇され、1人は第2級殺人罪で、残る3人は第2級殺人の幇助・教唆罪で起訴された。5月27日にドナルド・トランプ大統領がフロイドの家族に悔やみを述べるツイートを投稿。抗議活動は5月27日からエスカレートし、全米に拡大した。5月28日には抗議デモが暴徒化し、参加者の一部がミネアポリスの警察署に放火し、警察署が炎上した。ミネソタ州知事のティム・ウォルツは非常事態宣言を行い州兵を出動させた。暴動はニューヨークや、カルフォルニアなどで連日発生した。デモは全米の約140の都市に拡大し、暴徒化した参加者による店舗からの略奪、パトカーへの放火などが相次いだ。
ジョージ・フロイドの弟のテレンス・フロイドは6月1日、 兄が死亡した場所を初めて訪れ、拡声器を握りながら「暴力的な方法ではなく平和的な解決をしよう」と強い口調で訴えた。一番怒りを感じているのは自分だとした上で、破壊行為を続ける人へ「あなたたちがやっていることは何にもなりません。そんなことをしたって、兄は戻ってきません」と語り、政治への参加で社会を変えることを訴えた。
セントルイス市では6月1日に50軒以上の商店が略奪され、4人の警官が射殺、また77歳の元警察署長（黒人）が射殺された。この人物は引退後も友人の店の見回りをしており、抗議活動に便乗した10代から20代の200人もの略奪者の襲撃を受けたという。この夜、他に4人の警察官が射殺され、他にも死傷者が出たほか、数十の企業が略奪の被害を受けたという。監視カメラの映像から元警官を射殺した実行犯が逮捕・起訴されている。また、この件をCNNが報じなかったとFox Newsは指摘している。

## デモの様子
デモ隊らはしばしば「I can't breathe（息ができない）」という死亡直前のフロイドの言葉を復唱し抗議した。プラカードには「No justice No peace」(正義なくして平和無し)、「Black Lives Matter」(ブラック・ライヴズ・マター)、「Good cops are dead cops」(善良な警察官は死んだ警察官だけ)といった内容が目立った。
トランプ大統領は同暴動から全米に波及した破壊活動についてアンティファの仕業であるとTwitterに投稿した 。
ジョージア州では2月にジョギング中の黒人男性が射殺される事件（英版記事）があり、5月になってから現場を撮影した動画がインターネットで拡散し、容疑者の白人父子が逮捕されたばかりであった。このため同州では州都アトランタを中心に大規模なデモが起こり、一部が暴徒化した。5月29日には大手テレビ局CNNの本社が襲撃されてビルのガラスが割られるなどした。ジョージ・フロイドの事件においては警察側の主張に反証を示すなど、黒人を擁護する論調を展開したCNNが被害を受けたことから、デモの無秩序化が指摘されている。

## 一年記念行事
2021年5月にフロイドの死から1年となることを記念して、いくつかのイベントが行われた。フロイドの遺族によって設立されたNPO法人、ジョージフロイド記念財団は2021年5月23日にミネアポリスとニューヨーク、ヒューストンで行進と集会を企画し、アメリカ国内であれば場所を問わない連邦警察改革支持を訴える2日間のヴァーチャル積極行動を呼びかけた。 
2021年5月23日、フロイドの遺族と公民権運動家らはミネアポリスのダウンタウンに建つ、1ヶ月前に終結したばかりのショービン裁判とそれに伴う予想された混乱を受けて設置されたままのフェンスに囲まれた、ヘネピン郡政府センタービルの外で集会を開いた。ジョージ・フロイドの姉妹であるブリジット・フロイド、黒人運動指導者のアル・シャープトン、フロイドの遺族の専属弁護士であるベンジャミン・クランプなどが、数百人の観衆を前にスピーチを行った。公民権運動家たちは、フロイドの死が米国内の警察政策を変えるきっかけとなったことで、連邦警察改革法案の可決や、ジョージ・フロイドの死以外の警官による殺人事件においても検証が行われることを期待すると語った。また、イベントには同郡で地方検事を勤めた経験もある上院議員エイミー・クロブシャーや同じく上院議員ティナ・スミス、ミネソタ州知事のティム・ウォルツと同州副知事のペギー・フラナガン、ミネアポリス市長のジェイコブ・フレイ、セントポール市長のメルヴィン・カーターが出席した。集会ののち、参加者たちはミネアポリスのダウンタウンを行進した。
ミネソタ州知事のティム・ウォルツは州全体に対して5月25日午後1時から、ショービンがフロイドの首を圧迫したのと同じ時間の長さである9分29秒の黙祷を宣言した。ウォルツは次のように述べた：
ジョージ・フロイド殺害は、世界的な運動が起こし、黒人社会、先住民社会、有色人種社会が何世紀にもわたって抱えてきた体系的な人種差別について、多くのミネソタ州民や世界中の人々に悟らせました。

## 地図
2020年5月27日から同月29日にかけて、ミネアポリス・セントポール都市圏内の、市民的混乱が発生した主要な場所を示した地図を以下に記す：

ミネアポリス、イースト・レイク・ストリート
セントポール、ユニバーシティ・アヴェニュー西
ミネアポリス、ニコレット・アヴェニュー

## 動画
- ミネアポリス、抗議と略奪が行われた場所について 2020年5月28日撮影
- ミネアポリス、火災と破壊が発生した現場　2020年5月29日